# Вулиця Шевченка (Київ, Дарницький район)
Ву́лиця Шевче́нка — вулиця в Дарницькому районі м. Києва, селище Бортничі. Пролягає від  Вітовецької вулиці до вулиці Льва Толстого.
В середній частині вулиці одне з відгалужень сполучається з  Мостовою вулицею.

## Історія
Вулиця Шевченка виникла на межі ХІХ–ХХ століть як вулиця без назви. Сучасна назва — ймовірно з 1930–40-х років.

## Громадський транспорт
Маршрути автобусів (дані на 2015 рік)
№ 104: ст. м. «Бориспільська» — Бортничі (ФАП).
Маршрути маршрутних таксі (дані на 2015 рік)
№ 104: ст. м. «Харківська» — Бортничі (ФАП).